# Eduard von Wickenburg
Ernest Karl Maria dit Eduard, comte von Wickenburg, né le 3 juillet 1866 à Untergrafendorf (de) et mort dans un accident le 27 juin 1936 dans les Höllengebirge, est un officier et explorateur autrichien.

## Biographie
Né à Untergrafendorf en Basse-Autriche, le 3 juillet 1866, il est le fils de Ferdinand Matthias von Wickenburg et de sa femme Émilie Bussy de Mignot.
Il est diplômé de l'école des cadets de Moravie et entre dans l'armée où il restera jusqu'en 1893. Après sa carrière militaire, il se lance dans de nombreuses explorations : en 1893-1896, il visite l'Inde, Ceylan, l'Australie, le Siam, l'Indochine, la péninsule malaise, Sumatra, Java, la Chine, le Japon et l'Amérique du Nord. De juillet à octobre 1897, sa première expédition africaine le mène dans le Somaliland britannique. Il part de Berbera, via le Harar dans l'Ogaden et plus au sud gagne la région des guerriers Rer Amaden et atteint le 7e parallèle, où il fait demi-tour à la fin août. La deuxième partie de l'expédition l'emmène, après un voyage en bateau, vers Mombasa, à travers l'actuel parc national de Tsavo, jusqu'au Kilimandjaro qu'il topographie. Il prend de nombreuses photographies de la région et du cours de la rivière Tsavo qui serviront de base à la « Carte spéciale du Kilimandjaro 1:100 000 » (1900) dessinée par Paul Krauß.
Le géographe Hans Meyer utilisera également les résultats de ses recherches pour son ouvrage Kilimandjaro en 1900.
Von Wickenburg apporte d'importantes contributions dans la cartographie de l'Afrique de l'Est. Il publie en 1899 son ouvrage Wanderungen in Ost-Afrika et ramène plus de 200 objets de collection dont des objets en pierre, des restes d'insectes et d'oiseaux, de grands animaux, plusieurs amphibiens et reptiles ainsi que des armes et outils du Somaliland et des objets du paléolithique supérieur. Il reconnaît en 1901 le lac Stéphanie.
En 1911-1913, il voyage en Amérique du Sud, où il suit d'abord le cours de l'Amazone avant de retourner sur la côte. Il ramène de Bolivie un squelette de momie et un emballage de momie du Pérou.
Lors de la Première Guerre mondiale, il rejoint un régiment de hussards et sert jusqu'en 1918 en Italie.
Alpiniste, il profite de ses séjours d'été à Gmunden pour effectuer de nombreuses randonnées. En 1915, il reçoit l'Ordre de la Couronne de fer de classe III.
Il meurt dans un accident en montagne le 27 juin 1936. Il est inhumé à Wolfsegg am Hausruck.